# Maratonul internațional Chișinău
Chisinau International Marathon este o competiție anuală de maraton care se desfășoară în Chișinău începând cu anul 2015. Este organizat de Organizația obștească Sporter și este certificat de Federația de Atletism din Republica Moldova, membru al AIMS din 2016.

## Istorie

### 2015
Primul Maraton Internațional Chișinău a avut loc pe 26 aprilie 2015, devenind prima cursă de maraton din Chișinău după cea din anul 1986. Acesta fost organizat de către organizația sportivă Sporter.md cu sprijinul Ministerului Tineretului și Sportului din Republica Moldova și sponsorizat de către compania petrolieră Petrom. Bugetul competiției a fost de 1 milion de lei și a fost acordat în părți egale de către organizator și sponsor. Pregătirea maratonului a durat aproximativ un an. La organizarea și desfășurarea acestuia au participat 300 de voluntari.
În cadrul maratonului s-au desfășurat curse pe patru distanțe: Maraton (taxa de participare - 200 lei), semimaraton, cursa de 10 km (taxa de participare – 100 lei) și cursa de 3 km (așa-numita cursă gratuită Fun Run). În ajunul competiției, în centrul Chișinăului a fost organizat un târg sportiv și s-au desfășurat cursele de alergare de 400 de metri pentru copii, în trei categorii de vârstă: de la 5 la 6 ani, de la 7 la 9 ani, de la 10 la 12 ani.
În anul 2015, la curse au participat aproximativ 10 000 de persoane, dintre care 1400 au participat la trei distanțe principale, iar 140 au depășit distanța maraton. Printre participanți s-au numărat cetățeni din Republica Moldova și alte țări - Austria, Belarus, Germania, India, SUA, Rusia, Ucraina și Suedia. Jurnaliștii au remarcat printre participanți pe primarul Municipiului Chișinău Dorin Chirtoacă, șeful departamentului economic al delegației UE în Republica Moldova Wicher Slagter și ambasadorul britanic Philip Batson.

### 2016
Cel de-al doilea Maraton Internațional Chișinău a avut loc pe 17 aprilie 2016 și a fost organizat de către organizația sportivă Sporter.md cu sprijinul Ministerului Tineretului și Sportului din Republica Moldova și a fost sponsorizat de către compania petrolieră Petrom.
În PMAN din Chișinău s-au adunat peste 15.000 de persoane, care au depășit distanțele: Maraton (42 km 195 m), Semimaraton (21 km 0975 m), cursa de 10 km și cursa Fun Run (3 km).
În cadrul evenimentului, a fost organizat un târg sportiv, la care au participat circa 30 de companii, iar cu o zi înainte de startul oficial al Maratonului Chișinău, s-au desfășurat cursele de alergare pentru copii pe distanța de 200 de metri, în trei categorii de vârstă: 5-6 ani, 7-9 ani, 10-12 ani.
În timpul pregătirilor și în ziua desfășurării Maratonului Chișinău, organizatorii au fost ajutați de aproximativ 400 de voluntari.
La cel de-al doilea Maraton Chișinău au participat oaspeți din 50 de țări ale lumii, politicieni, sportivi profesioniști din diferite discipline sportive, precum și diferite companii comerciale și organizații caritabile.

### 2017
Cel de-al treilea Maraton Internațional Chișinău a avut loc pe 1 octombrie 2017. În acea zi, capitala Moldovei a devenit un centru de atracție pentru toți cei, care practică alergatul și duc un stil de viață activ. Printre participanții la Maratonul Chișinău nu au fost doar alergători locali, ci și sportivi din 50 de țări ale lumii, pentru care Maratonul Chișinău a devenit o nouă experiență în cariera lor de atlet. Maratonul a fost organizat de către organizația sportivă Sporter.md și sponsorizat de rețeaua de supermarketuri Kaufland.
În anul 2017, la Maraton au participat 17.000 de persoane. Participanților li s-au pus la dispoziție cinci distanțe de alegere: Maraton (42 km 195 m), Semimaraton (21 km 0975 m), cursele de 5 și 10 km, și cursa Fun Run (1,5 km).
Cu o zi înainte, pe 30 septembrie, în cadrul Maratonului Chișinău, s-au desfășurat curse de alergare pentru copii pe distanța de 200 de metri, în trei categorii de vârstă: 5-6 ani, 7-9 ani, 10-12 ani. În total, la curse au participat 400 de copii.
Timp de trei zile, în centrul Chișinăului a avut loc un târg sportiv, la care au participat diferite branduri sportive, organizații caritabile și companii comerciale. Food Zone a fost amplasată chiar în centrul orașului, unde a avut loc o petrecere gratuită (Pasta party) și serbarea medaliilor.

### 2018
Cel de-al patrulea Maraton Internațional Chișinău a avut loc pe 30 septembrie 2018. Conform tradiției, la competiție au participat atât sportivi cu experiență, cât și amatori și începători. Printre participanți s-au numărat reprezentanți din 50 de țări ale lumii. Potrivit organizatorilor, la Maratonul Chișinău s-au adunat peste 2 000 de sportivi străini.
Anul acesta, la Maratonul Chișinău au participat 18.000 de persoane. Participanților li s-au pus la dispoziție cinci distanțe de alegere: Maraton (42 km 195 m), Semimaraton (21 km 0975 m), cursele de 5 și 10 km, și cursa Fun Run (1,5 km). De asemenea, pentru prima dată în istoria Maratonului Chișinău, a fost introdusă categoria „Marathon for All", pentru sportivii în scaune rulante.   
Alergătorul kenyan Benjamin Kiprop Serem a stabilit un nou record: a alergat 42 km în 2 ore 16 minute 38 secunde. De asemenea, a fost stabilit un nou record și la distanța de Semimaraton: Răileanu Maxim a înregistrat rezultatul de 1:06:12.
Cu o zi mai devreme, pe 29 septembrie, în cadrul Maratonului Internațional Chișinău s-au desfășurat curse de alergare pentru copii: participanții au concurat pe distanțele de 400 m, 800 m, 1200 m și 2000 m. În total, la curse au participat 500 de copii. Tot în această zi, celebrii călători Olga Rumyantseva și Vladimir Kotlyar, precum și sportivii-maratoniști Iaroslav Mușinschi și Leonid Șvețov, au evoluat în fața publicului cu diferite prelegeri sportive.

### 2019
În 2019, Maratonul Chișinău și-a sărbătorit cea de-a cincea aniversare. Această ediție a avut loc pe 29 septembrie sub sloganul „Bate palma!”. 
Tradițional, cursele pe cele 5 distanțe ale Maratonului – maraton (42 km 195 m), semimaraton (21 km 0975 m), cursele de 10 și 5 km, Fun Run (1,5 km) – au avut loc pe străzile centrale din capitala Moldovei. De asemenea, a fost redeschisă distanța „Marathon for All” pentru sportivii în scaun cu rotile.
Ca și în anii precedenți, la curse au putut lua parte atât atleți cu experiență, cât și participanți care abia și-au început pasiunea pentru alergare. Potrivit organizatorilor, în 2019, în Piața Marii Adunări Naționale din Chișinău s-au adunat aproximativ 20 000 de participanți, printre care și participanți din alte țări, precum: Ucraina, Rusia, România, Germania etc.
Câștigători au devenit participanții de sex masculin și feminin care au ajuns primii la linia de finiș pe traseul ales. În 2019, unii concurenți au reușit să bată recordurile din trecut. Astfel, la distanța de semimaraton, Maxim Răileanu a sosit în 1:06:11.9 (recordul precedent – 1:06:12.0), iar Katerina Karmanenko a stabilit un record la femei – 1:20:16.3 (recordul precedent – 1:20:43.0).
Pe 28 septembrie, în cadrul Maratonului Chișinău, au avut loc cursele pentru copii Kids Run Day. La probele de 400 m, 800 m, 1200 m și 2000 m au participat copii cu vârste cuprinse între 5 și 13 ani.

### 2020
Din cauza pandemiei  COVID-19 această ediție a Chisinau International Marathon s-a petrecut în format - online, neobișnuit pentru el. 
Oricine a putut să susțină evenimentul și să participe la cursa online. Pentru a face acest lucru, organizatorii le-au sugerat participanților să îmbrace un tricou de la edițiile precedente ale Maratonului Chișinău, să aleagă oricare dintre distanțe: 1,5 km, 5 km, 10 km, 21 km sau 42 km și să ia startul pe 27 septembrie, ora 9:00, oriunde în oraș, în țară sau în lume. 
În această zi, au venit să susțină Maratonul Internațional Chișinău Online 2020 nu doar alergători din Chișinău, ci și din Ungheni, Bălți, Soroca, diferite orașe din Transnistria, precum și din SUA, Italia, România, Grecia și chiar India.

### 2021
În 2021, a avut loc cea de-a șasea ediție a Maratonului Internațional Chișinău. A fost primul mare eveniment sportiv organizat de Sporter după un an și jumătate de pandemie COVID-19. 
Maratonul a avut loc pe 17 octombrie, dar în condiții stricte. Au fost acceptați să participe doar sportivii care au putut prezenta certificate de sănătate. Au fost organizate și teste expres gratuite la coronavirus pentru participanți și susținători. Pentru siguranța sportivilor, numărul de sloturi în 2021 a fost redus la 2000, iar distanța Fun Run (1,5 km), la care în mod tradițional participau toți doritorii, a fost anulată.
Ca și în anii precedenți, concurenții au avut la dispoziție patru distanțe de bază: maraton (42 km 195 m), semimaraton (21 km 0975 m), 10 km și 5 km. Pentru prima dată, traseul de 5 km a fost modificat. În 2021, a fost deschisă și distanța deja tradițională pentru sportivii în scaun rulant „Marathon for All”, înregistrând 35 de participanți.
Iar pe 16 octombrie, în cadrul Maratonului Chișinău, au avut loc cursele pentru copii Kids Run Day.

### 2022
În 2022 a avut loc cea de-a opta ediție a Chisinau International Marathon. Aducând un omagiu bunăvoinței și ospitalității oamenilor din Moldova, organizatorii au realizat un rebranding de amploare, iar acum competiția de alergare poartă denumirea Chisinau Big Hearts Marathon (Big Hearts Marathon).
Cursa a avut loc pe 25 septembrie. În total, au participat aproximativ 10.000 de sportivi din diferite țări.
Organizatorii au pregătit 5 distanțe principale pentru sportivi: marathon (42 km 195 m), semimarathon (21 km 0975 m), 10 km, 5 km și Fun Run (1,5 km) - aceasta este o distanță gratuită, care a avut loc pentru prima dată după doi ani, în care au fost instalate restricții cu privire la pandemia de Covid-19. Pentru sportivii în scaun rulant a fost organizată, în al patrulea an consecutiv, distanța Marathon for All, iar pe 23 septembrie s-a desfășurat Kids Run Day - cursa pentru copii în patru categorii de vârstă: 5-6 ani, 7-8 ani, 9-10 ani, 11-13 ani.
Timp de trei zile, cu ocazia competiției de alergare din centrul capitalei, s-au desfășurat evenimente festive - târguri și concursuri. În seara zilei de 23 septembrie, înainte de marele start, a avut loc tradiționala Pasta Party, care este gratuită pentru participanți.
Organizatori - clubul sportiv Sporter și cel mai mare panou de anunțuri din RM - 999.md, cu sprijinul Primăriei Municipiului Chișinău. Competiția de alergare a fost susținută de o echipă de 200 de voluntari și aproximativ 30 de parteneri.

### 2023
În anul 2023, Chisinau Big Hearts Marathon s-a desfășurat a noua oară. Principalul eveniment de alergare din țară a avut loc sub sloganul "Maratonul este mai mult decât o simplă alergare, este o dovadă că suntem împreună"
Evenimentele legate de maraton au durat două zile: pe 23 și 24 septembrie. În total, peste 10.000 de persoane din 46 de țări au participat la curse. Participanții s-au întrecut pe patru distanțe principale: maraton (42 km 195 m), semimaraton (21 km 975 m), 10 km și 5 km. De asemenea, a avut loc o alergare non-competitivă gratuită pentru amatori, Fun Run, pe o distanță de 1,5 km. Pentru sportivii în scaune cu rotile, a fost organizat Marathon for All, iar pentru copii au avut loc starturile în cadrul Kids Run Day. Câștigătorii au primit premii și cadouri de la sponsori, iar toți atleții care au depășit distanța aleasă în limitele de timp stabilite au primit medalii onorifice de finisher.
Fiecare an vin tot mai mulți participanți și fani ai sportului din întreaga lume la maratonul din Chișinău, consolidând imaginea pozitivă a Moldovei, prezentând-o ca o țară modernă și sportivă, promovând valorile umaniste și un stil de viață sănătos.
Organizatorul Chisinau Big Hearts Marathon este organizația sportivă Sporter, care rămâne singurul organizator al curselor de maraton în Moldova pentru mai mult de 10 ani, precum și 999.md - cel mai popular panou de anunțuri online din țară. În anul 2023, maratonul a avut loc cu sprijinul Primăriei Generale a municipiului Chișinău și al Direcției Generale pentru Educație, Tineret și Sport, precum și a peste 30 de companii și organizații partenere. Partenerul principal al maratonului a fost sistemul de plată VISA.

### 2024
În 2024, la Chișinău a avut loc ediția aniversară a Chisinau Marathon. „De 10 ani iubim sportul” a fost sloganul evenimentului. Timp de 10 ani, cel mai mare eveniment de alergare din țară a ajutat mii de locuitori ai Moldovei să descopere plăcerea alergării, iar mii de alergători din întreaga lume au avut ocazia să descopere Moldova.
La maratonul aniversar au participat atleți din 52 de țări, cu peste 10.000 de participanți în total. Conform tradiției, cursele s-au desfășurat timp de două zile.
Pe 28 septembrie au avut loc cursele pentru copii, Kids Marathon, la care au participat peste 800 de tineri. Băieții și fetele au concurat separat în grupe de vârstă: 5-6 ani, 7-8 ani, 9-10 ani și 11-13 ani.
Pe 29 septembrie s-au desfășurat principalele curse pentru adulți: 5 km, 10 km, semi-maraton (21,975 km) și maraton (42,195 km). Sportivii în scaune rulante au concurat în cadrul competiției Marathon for All. De asemenea, Chisinau Marathon a debutat cu Roller Run – curse pe role. A avut loc și o cursă necompetitivă gratuită pentru amatorii de alergare, Fun Run, pe distanța de 1,5 km.
Toți cei care au reușit să încheie cursa în termenul stabilit au primit medalii de finaliști, create special pentru maratonul aniversar. Câștigătorilor le-au fost înmânate premii și cadouri din partea sponsorilor.
La al 10-lea Chisinau Marathon a fost stabilit un record personal a atletul de 14 ani, Mihail Voloșin, care a devenit cel mai tânăr alergător care a finalizat vreodată cursa de 42,195 km a maratonului din Chișinău. Mihail a participat pentru prima dată la maraton la vârsta de 5 ani – cea mai mică vârstă admisă pentru participare la Chisinau Marathon. De data aceasta, el a reușit să alerge cu succes distanța principală.
Un alt moment remarcabil a avut loc la linia de sosire a cursei de 10 km, unde Gabriel Crețu a cerut-o în căsătorie pe Ana Hariton. Cei doi practică sportul de mulți ani și au participat la numeroase maratoane, iar Gabriel a ales acest maraton aniversar pentru a-i cere mâna Anei, făcând astfel cea de-a 10-a ediție de Chisinau Marathon una memorabilă pentru cuplu.
Organizatorul Chisinau Marathon este A.O. clubul sportiv Sporter. Maratonul s-a desfășurat cu sprijinul primăriei și al Direcției Generale Educație, Tineret și Sport a municipiului Chișinău (DGETS), precum și al Ministerului Educației și Cercetării. De asemenea, au contribuit Inspectoratul de Poliție, Carabinieri și Serviciul de Asistență Medicală Urgentă. Federația Sportul pentru Toți și Federația Națională de Sport pe Role au sprijinit, de asemenea, desfășurarea acestui eveniment sportiv.
Aproximativ 40 de companii și organizații au susținut Chisinau Marathon, acționând în calitate de sponsori și parteneri, iar partenerul general a fost 999.md.

## Traseul
La Maraton și Semimaraton, pot participa alergătorii, care deja au împlinit vârsta de 18 ani, la cursa de 10 km – cei care au împlinit 16 ani; înregistrarea este obligatorie. Cursa de 1.5 km este deschisă pentru toți participanții, fără înregistrare prealabilă.
Traseul cursei Maraton (42,195 km) și Semimaraton: Piața Marii Adunări Naționale (vizavi de Arcul de Triumf) - bd. Ștefan cel Mare și Sfânt - str. Ciuflea - bd. Dacia (până la str. Trandafirilor) - bd. Dacia - str. Ciuflea - bd. Ștefan cel Mare și Sfânt (până la str. Toma Ciorbă) - bd. Ștefan cel Mare și Sfânt - Piața Marii Adunări Naționale (4 cercuri câte 10,5 km pentru maratoniști și 2 cercuri câte 10,5 km pentru semimaratoniști, cu o limită de timp de 6 ore și, respectiv, 3 ore).
Traseul cursei de 10 km: bd. Ștefan cel Mare și Sfânt – str. Ciuflea – bd. Dacia (până la str. Trandafirilor) – bd. Dacia – str. Ciuflea – bd. Ștefan cel Mare și Sfânt (până la str. Toma Ciorbă) – bd. Ștefan cel Mare și Sfânt – Piața Marii Adunări Naționale (cu o limită de timp de 1,5 ore).
Traseul cursei de 5 km: Piața Marii Adunări Naționale - o cotitură la intersecția bd. Ștefan cel Mare și Sfânt cu str. Ismail - bd. Ștefan cel Mare și Sfânt - o cotitură la intersecția bd. Ștefan cel Mare și Sfânt cu str. Toma Ciorbă - bd. Ștefan cel Mare și Sfânt - Piața Marii Adunări Naționale.
Traseul cursei Fun Run: PMAN - bd. Ștefan cel Mare - str. Vasile Alexandri - str. Veronica Micle - str. Bănulescu Bodoni - Finiș PMAN 

## Curse
În cadrul Maratonului de la Chișinău se desfășoară curse pe următoarele distanțe:
| Denumire                          | Distanță (m) | Categorie de vârstă | Cronometrat |
| --------------------------------- | ------------ | ------------------- | ----------- |
| Maraton                           | 42.195       | peste 18 ani        | da          |
| Semimaraton                       | 21.097       | peste 18 ani        | da          |
| Cursa de 10,5 km                  | 10.500       | peste 16 ani        | da          |
| Cursa de 5 km                     | 5.000        | peste 16 ani        | da          |
| Fun Run                           | -            | -                   | nu          |
| Kids Run Day (cursă pentru copii) | 2.000        | 11-13 ani           | nu          |
| Kids Run Day (cursă pentru copii) | 1.200        | 9-10 ani            | nu          |
| Kids Run Day (cursă pentru copii) | 800          | 7-8 ani             | nu          |
| Kids Run Day (cursă pentru copii) | 400          | 5-6 ani             | nu          |

## Câștigători
| Anul | Distanța  | Câștigător masculin     | Țara              | Timp (m:s) | Câștigătoare feminin | Țara              | Timp (m:s) |
| ---- | --------- | ----------------------- | ----------------- | ---------- | -------------------- | ----------------- | ---------- |
| 2015 |           |                         |                   |            |                      |                   |            |
|      | 10,5 km   | Roman Prodius           | Republica Moldova | 0:33:05,6  | Valeria Nadrag       | Republica Moldova | 0:54:05,4  |
|      | 21,097 km | Nicolai Gorbușco        | Republica Moldova | 1:09:30,4  | Anastasia Lungu      | Republica Moldova | 1:43:08,6  |
|      | 42,195 km | Vitalie Gheorghiță      | Republica Moldova | 2:42:08,1  | Valentina Delion     | Republica Moldova | 3:59:25,9  |
| 2016 |           |                         |                   |            |                      |                   |            |
|      | 10,5 km   | Mîkola Labovskîi        | Republica Moldova | 0:32:24,1  | Olesia Smovjenko     | Republica Moldova | 0:40:27,1  |
|      | 21,097 km | Nikolai Gorbușko        | Republica Moldova | 1:11:15,7  | Natalia Clipca       | Republica Moldova | 1:30:34,6  |
|      | 42,195 km | Vitalie Gheorghiță      | Republica Moldova | 2:27:52,0  | Nadejda Anfimova     | Republica Moldova | 3:21:20,8  |
| 2017 |           |                         |                   |            |                      |                   |            |
|      | 5 km      | Clayton Strycker        | Republica Moldova | 0:15:48,9  | Mihaela Botnari      | Republica Moldova | 0:19:59,0  |
|      | 10,5 km   | Maxim Raileanu          | Republica Moldova | 0:35:09,4  | Iuliana Tcaciova     | Republica Moldova | 0:41:51,3  |
|      | 21,097 km | Ghenadie Țîmbalist      | Republica Moldova | 1:12:16,4  | Lilia Fisikovici     | Republica Moldova | 1:22:46,4  |
|      | 42,195 km | Nicolai Gorbușco        | Republica Moldova | 2:26:34,0  | Olesea Smovjenco     | Republica Moldova | 2:47:54,3  |
| 2018 |           |                         |                   |            |                      |                   |            |
|      | 5 km      | Vladislav Ivancenco     | Republica Moldova | 0:17:25,6  | Mihaela Botnari      | Republica Moldova | 0:19:59,0  |
|      | 10,5 km   | Piotr Chiriac           | Republica Moldova | 0:35:37,6  | Daniela Ciocan       | Republica Moldova | 0:42:11,3  |
|      | 21,097 km | Maxim Răileanu          | Republica Moldova | 1:06:12,0  | Katerîna Karmanenco  | Ucraina           | 1:20:41,5  |
|      | 42,195 km | Benjamin Kiprop Serem   | Kenya             | 2:16:39,4  | Irîna Masnîk         | Ucraina           | 2:53:53,7  |
| 2019 |           |                         |                   |            |                      |                   |            |
|      | 5 km      | Roman Ciobanu           | Republica Moldova | 0:16:26,3  | Mihaela Botnari      | Republica Moldova | 0:18:58,2  |
|      | 10,5 km   | Cătălin Nicolae Creangă | România           | 0:29:50,6  | Nadejda Banari       | Republica Moldova | 0:57:05,1  |
|      | 21,097 km | Artur Radcovschii       | Ucraina           | 1:50:44.5  | Nadejda Dmitriuc     | Ucraina           | 2:27:55.6  |
|      | 42,195 km | Anatolii Bardizh        | Ucraina           | 3:06:54,9  | Natalia Sobcinscaia  | Ucraina           | 3:36:18,5  |
| 2021 |           |                         |                   |            |                      |                   |            |
|      | 5 km      | Nicolai Pavlenco        | Republica Moldova | 0:17:03,5  | Iuliana Tcaciova     | Republica Moldova | 0:22:15,2  |
|      | 10,5 km   | Vitalie Gheorghiță      | Republica Moldova | 0:33:24,8  | Mihaela Botnari      | Republica Moldova | 0:41:28,8  |
|      | 21,097 km | Ghenadie Țîmbalist      | Republica Moldova | 1:12:07,1  | Natalia Zbirnea      | Republica Moldova | 1:25:25,4  |
|      | 42,195 km | Ivan Siuris             | Republica Moldova | 2:22:03,3  | Zinaida Sacara       | Republica Moldova | 3:02:54,8  |
| 2022 |           |                         |                   |            |                      |                   |            |
|      | 5 km      | Vladislav Ivancenco     | Republica Moldova | 0:17:15,0  | Iuliana Tcaciova     | Republica Moldova | 0:21:50,8  |
|      | 10,5 km   | Gabriel Ivanciuc        | Republica Moldova | 0:34:46,3  | Andreea Stavilă      | Republica Moldova | 0:39:32,2  |
|      | 21,097 km | Nicolae Pavlenco        | Republica Moldova | 1:09:45,9  | Lilia Fisikovici     | Republica Moldova | 1:23:05,6  |
|      | 42,195 km | Vitalie Gheorghiță      | Republica Moldova | 2:30:08,1  | Iulia Tarasova       | Ucraina           | 3:00:36,2  |
| 2023 |           |                         |                   |            |                      |                   |            |
|      | 5 km      | Vladislav Ivancenco     | Republica Moldova | 0:17:27,0  | Iulia Pasa           | Republica Moldova | 0:20:44,3  |
|      | 10,5 km   | Ion Luchianov           | Republica Moldova | 0:33:49,4  | Andreea Stăvilă      | Republica Moldova | 0:38:15,9  |
|      | 21,097 km | Ivan Siuris             | Republica Moldova | 1:08:43,7  | Mihaela Botnari      | Republica Moldova | 1:25:33,0  |
|      | 42,195 km | Vitalie Gheorghiță      | Republica Moldova | 2:38:17,4  | Zinaida Sacara       | Republica Moldova | 3:13:22,0  |
| 2024 |           |                         |                   |            |                      |                   |            |
|      | 5 km      | Vladislav Ivancenco     | Republica Moldova | 0:17:21,4  | Mihaela Botnari      | Republica Moldova | 0:19:47,2  |
|      | 10,5 km   | Maxim Raileanu          | Republica Moldova | 0:32:32,7  | Elena Crețu          | Republica Moldova | 0:43:55,5  |
|      | 21,097 km | Gheorghe Buzulan        | Republica Moldova | 1:12:15,3  | Ecaterina Cernat     | Republica Moldova | 1:19:21,4  |
|      | 42,195 km | Nicolae Gorbușco        | Republica Moldova | 2:32:57,7  | Iuliia Tarasova      | Ucraina           | 2:58:13,1  |